# Lucien Weil
 (janvier 2023).
Si vous disposez d'ouvrages ou d'articles de référence ou si vous connaissez des sites web de qualité traitant du thème abordé ici, merci de compléter l'article en donnant les références utiles à sa vérifiabilité et en les liant à la section « Notes et références ».
Lucien Weil ou Lucien Weill, né le 10 mars 1902 à Biesheim, alors Alsace-Lorraine occupée et mort à Saint-Brieuc le 3 avril 1963, est un peintre français.

## Biographie
Lucien Weill est le fils d'Abraham Weill et d'Elisabeth Heilbronn.
Élève de Jean-Pierre Laurens et de Louis Roger, il concourt en 1926 pour le prix de Rome où il obtient le deuxième second grand prix.(Cette année-là il n’y eut pas de Premier Grand Prix, mais deux second Grands Prix attribués à Lucien Weil et Alfred Giess, tous deux alsaciens)

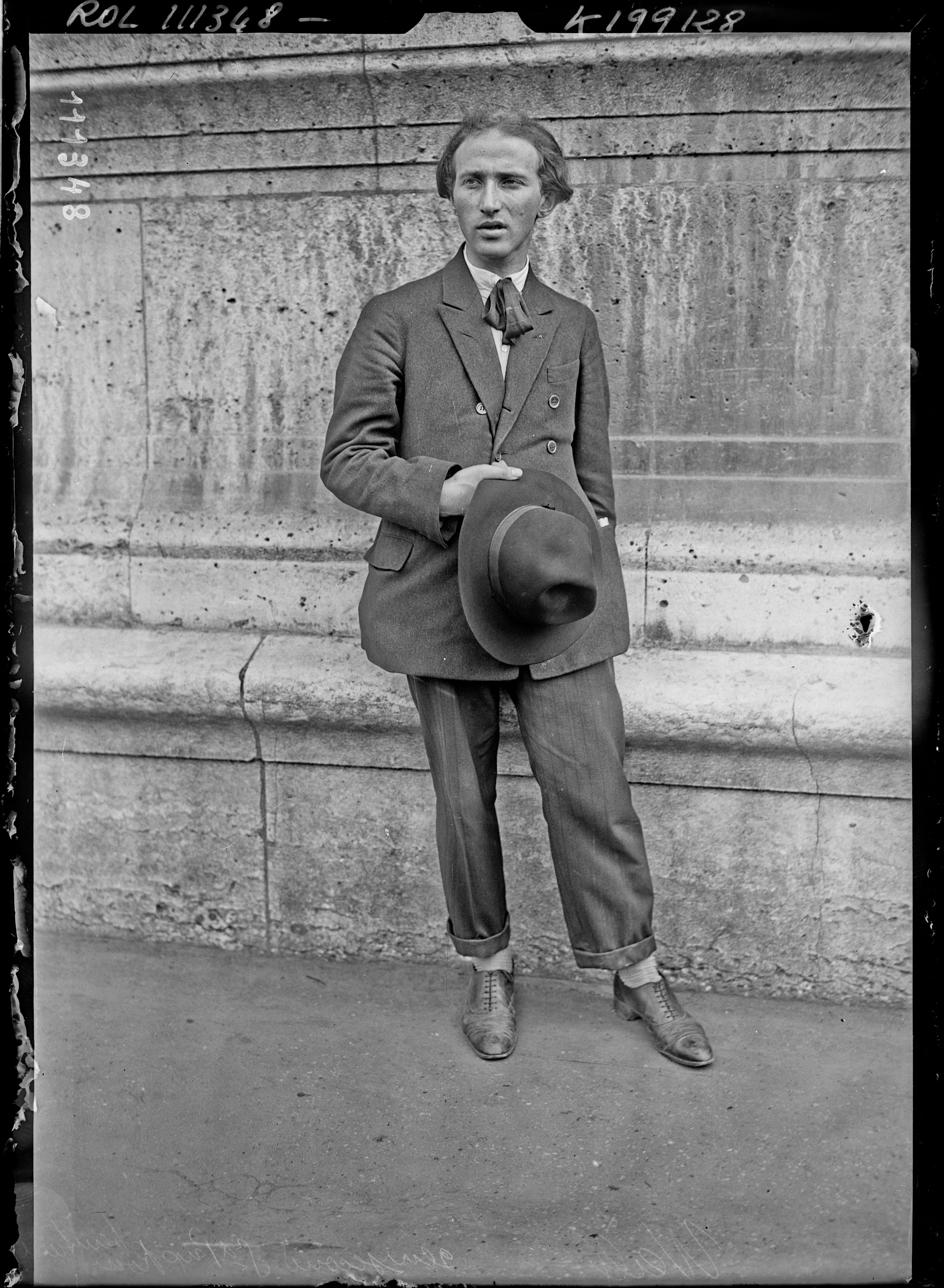
Lucien, Prix de Rome, 1926

En 1930, il épouse Madeleine Gabrielle Lestienne (1905-1994), peintre. Jean-Pierre Laurens est témoin du mariage. Ensemble, ils élèveront leurs deux filles, Lisbeth et Claudine qui seront souvent leurs modèles. 
En 1931, le couple remporte les 2e et 3e prix d'enluminure.
Si Lucien Weil expose régulièrement au Salon des artistes français dès 1925, ainsi que dans différentes galeries françaises, il se présente tout aussi régulièrement au public alsacien. Au fil des années, dans différentes galeries de Colmar, au Musée des Beaux-Arts de Mulhouse ainsi qu’à la Maison d’Art Alsacienne et à la Galerie de la Société Industrielle. Il expose aussi à de nombreuses reprises à la Galerie Aktuaryus de Strasbourg.
Ces expositions alsaciennes, auxquelles il associe parfois son épouse Madeleine, sont à chaque fois des expositions d’envergure et de qualité présentant entre trente et quarante œuvres. Lucien Weil met un point d’honneur à ne pas décevoir son public alsacien.
En 1934, Lucien Weil obtient de l’Académie des Beaux-Arts une bourse de pensionnaire à la Casa de Velázquez de Madrid. C’est le couronnement de ses efforts qui allait permettre le plein épanouissement de son art. Il séjourne en Espagne avec son épouse jusqu’à l’été 1935. Tous deux peignent de nombreuses toiles. Au travers de ses portraits, nus, paysages ou scènes de genre, on sent Lucien Weil plus proche de la vie et de la couleur. 
Lors de l’été 1939, Lucien et Madeleine Weil sont en vacances à Erquy, station balnéaire de la Côte d’Émeraude. C’est à ce moment-là, le 2 septembre 1939, que l’artiste est mobilisé. Blessé le 21 juin 1940, il est fait prisonnier de guerre au Stalag III-A à Luckenwalde, près de Berlin. Il travaille alors l’aquarelle et réalise une bonne vingtaine de portraits de ses compagnons d’infortune et de scènes de la vie quotidienne. Ces aquarelles sont autant de témoignages de la vie du camp de Luckenwalde et comme l’écrit justement Paul Cuisinier : « Ils soutinrent moralement ces mêmes prisonniers de guerre en les obligeant à toujours rester dignes de leur image » (« Hommage aux artistes anciens combattants prisonniers de guerre », 7 mai-3 juin 1965 Paul Cuisinier).
Durant cette période d’emprisonnement, l’artiste collabore aussi à la réalisation d’un journal satirique « Le Masque à gaz. Journal humoristique et peu sérieux paraissant irrégulièrement deux fois par mois ». On y retrouve Lucien Weil au travers de caricatures exécutées à la plume et à l’encre.
En 1941, il est rapatrié sanitaire à l’hôpital militaire de Vichy. Démobilisé à Clermont-Ferrand à la fin du mois de juillet de la même année, il se réfugie en Auvergne en zone libre. Sa femme et sa fille Lisbeth le rejoignent. Il y continue son activité de peintre et travaille pour divers commanditaires, réalisant notamment des fresques dans les églises de la région. Du 17 décembre 1941 au 1er janvier 1942, il expose ses toiles, portraits, figures et paysages d’Auvergne, ainsi que ses aquarelles du Stalag à la Galerie Lorenceau de Vichy.
À partir de 1943, lorsque la zone libre est supprimée, il prend une fausse identité et devient Lucien Walon. À plusieurs reprises, il change d’adresse pour fuir le régime nazi. 
Du 23 mars au 3 avril 1945, il expose quelques-unes des œuvres réalisées en Auvergne aux Nouvelles Galeries d’Aurillac. 
En 1945, Lucien Weil expose ses œuvres aux côtés de celles de Léon Hamonet (1877-1953) et d’André Gagey (1888-1964). Comme Lucien Weil, Léon Hamonet et André Gagey sont des artistes complets. Tous trois ont une prédilection pour les vues du port d’Erquy qu’ils déclinent à l’infini, tantôt à l’huile ou à l’aquarelle.
À partir de ce moment-là, le couple et leurs deux filles, Lisbeth et Claudine, résident chaque année à la belle saison près du port.
Lucien Weil reste également très attaché à l’Alsace. Dans ses tableaux, les références à sa région natale sont nombreuses. Qu’il s’agisse de natures mortes dont les éléments de la composition sont typiquement alsaciens : vaisselle de Betschdorf, fruits (raisins, coings, …), mobilier ou de portraits, comme « L’Alsacienne », une huile sur toile qu’il réalise après la guerre et qui est exposée aujourd’hui dans la salle du Conseil de la mairie de Biesheim. 
Lucien Weil noue de solides attaches dans la commune d’Erquy, jusqu’à sa mort à l’hôpital de Saint-Brieuc en 1963. Le 3 avril de cette année, à l’âge de 61 ans, pris d’un malaise cardiaque, il décède quelques heures plus tard. Il est enterré à Viroflay, près de Paris. 
À Biesheim, une rue prend le nom de l’artiste. En effet à l’initiative de l’Académie des sciences, lettres et arts d'Alsace, dont Lucien Weil était membre titulaire de la section des Beaux-Arts depuis 1956, l’ancienne rue des Juifs devient rue Lucien Weil le 27 septembre 1964. Une cérémonie est organisée conjointement par la municipalité de Biesheim et l’Académie d’Alsace .

## Récompenses
- 1951 : Prix Zwiller décerné lors du Salon de la Société des artistes français (Paris)[6]